# Odice
Odice Hübner, 1823 è un genere di lepidotteri appartenente alla famiglia Erebidae, presente in Eurasia e Nordafrica.

## Tassonomia
Il genere precedentemente è stato inserito nella sottofamiglia Eublemminae degli Erebidae e nella sottofamiglia Eustrotiinae dei Noctuidae.

### Specie
- Odice arcuinna Hübner, 1790
- Odice blandula Rambur, 1858
- Odice jucunda Hübner, 1813
- Odice pergrata Rambur, 1858
- Odice suava Hübner, 1813